# Paramimegralla madagascariensis
Paramimegralla madagascariensis är en tvåvingeart som beskrevs av Willi Hennig 1937. Paramimegralla madagascariensis ingår i släktet Paramimegralla och familjen skridflugor.
Artens utbredningsområde är Madagaskar. Inga underarter finns listade i Catalogue of Life.